# Campeonato Europeo de Escalada de 2010
El IX Campeonato Europeo de Escalada se celebró en Imst e Innsbruck (Austria) entre el 14 y el 18 de septiembre de 2010 bajo la organización de la Federación Internacional de Escalada Deportiva (IFSC) y la Federación Austríaca de Deportes de Escalada.

## Medallistas

### Masculino
| Evento             | Oro                                     | Plata                                  | Bronce                                |
| ------------------ | --------------------------------------- | -------------------------------------- | ------------------------------------- |
| Dificultad (17.09) | Ramón Julián Puigblanqué · España · 47- | Adam Ondra · República Checa · 45+     | Jakob Schubert · Austria · 45-        |
| Velocidad (15.09)  | Serguei Abdrajmanov · Rusia             | Stanislav Kokorin · Rusia              | Libor Hroza · República Checa         |
| Bloques (18.09)    | Cédric Lachat · Suiza · 4T5 4b5         | Adam Ondra · República Checa · 3T7 3b7 | Kilian Fischhuber · Austria · 2T5 3b6 |

### Femenino
| Evento             | Oro                            | Plata                               | Bronce                              |
| ------------------ | ------------------------------ | ----------------------------------- | ----------------------------------- |
| Dificultad (17.09) | Angela Eiter · Austria · 57-   | Johanna Ernst · Austria · 49-       | Alizée Dufraisse Francia 46-        |
| Velocidad (15.09)  | Edyta Ropek · Polonia          | Xeniya Alexeyeva · Rusia            | Natalia Titova · Rusia              |
| Bloques (18.09)    | Anna Stöhr · Austria · 3T5 4b6 | Juliane Wurm · Alemania · 3T13 4b14 | Olga Shalaguina · Ucrania · 2T2 3b5 |

## Medallero
| Núm. | País            | Oro | Plata | Bronce | Total |
| ---- | --------------- | --- | ----- | ------ | ----- |
| 1    | Austria         | 2   | 1     | 2      | 5     |
| 2    | Rusia           | 1   | 2     | 1      | 4     |
| 3    | España          | 1   | 0     | 0      | 1     |
| 3    | Polonia         | 1   | 0     | 0      | 1     |
| 3    | Suiza           | 1   | 0     | 0      | 1     |
| 6    | República Checa | 0   | 2     | 1      | 3     |
| 7    | Alemania        | 0   | 1     | 0      | 1     |
| 8    | Francia         | 0   | 0     | 1      | 1     |
| 8    | Ucrania         | 0   | 0     | 1      | 1     |
|      | TOTAL           | 6   | 6     | 6      | 18    |